# كاثلين أوكونور
كاثلين أوكونور (بالإنجليزية: Kathleen O'Connor)‏ هي رسامة أسترالية، ولدت في 14 سبتمبر 1876 في هوكيتيكا ‏ في نيوزيلندا، وتوفيت في 24 أغسطس 1968 في برث في أستراليا.

## وصلات خارجية
- كاثلين أوكونور على موقع ديسكوغز (الإنجليزية)